# Ypthima gawalisi
Ypthima gawalisi är en fjärilsart som beskrevs av Martin 1913. Ypthima gawalisi ingår i släktet Ypthima och familjen praktfjärilar. Inga underarter finns listade i Catalogue of Life.